# بلدة نايلز تشارتر (ميشيغان)
نايلز تشارتر (بالإنجليزية: Niles Charter Township, Michigan)‏ هي بلدة تقع بولاية ميشيغان في الولايات المتحدة. تبلغ مساحتها 99.4 (كم²)، وترتفع عن سطح البحر 227 م، بلغ عدد سكانها 14164 نسمة في عام تعداد الولايات المتحدة 2010 حسب إحصاء مكتب تعداد الولايات المتحدة وتصل الكثافة السكانية فيها 146.6 نسمة/كم2.

## وصلات خارجية
- www.nilestwpmi.gov
- The US50 - Cities and Towns in Michigan State
- Michigan Cities and Towns, Facts, Map, Flag, Colleges, Government, and More